# Daisuke Asakura
Daisuke Asakura (in giapponese: 浅倉大介, Asakura Daisuke; Asakusa, 4 novembre 1967) è un musicista, compositore, produttore discografico e cantante giapponese.

## Biografia
Nato da una famiglia di idraulici, ha frequentato la Kuramae Techincal Highschool per diplomarsi in idraulica. A 10 anni ha imparato a suonare l'organo elettrico e a 16 il sintetizzatore. Questo nuovo strumento, che gi ha dato la possibilità di giocare con i suoni, lo ha condotto verso la strada del successo.